# Montecincla jerdoni
El charlatán del Banasura (Montecincla jerdoni) es una especie de ave paseriforme de la familia Leiothrichidae endémica de las montañas de la India peninsular. Anteriormente se consideraba una subespecie del charlatán de los Nilgiris (Montecincla cachinnans).

## Distribución y hábitat
Se encuentra únicamente en el suroeste de la India, en los Ghats occidentales de Wayanad (Kerala) y Coorg (Karnataka). Su hábitat natural son los bosques húmedos tropicales de montaña.